# Разъезд 99
Разъезд 99 (каз. рзд.99) — разъезд (населенный пункт) в Казалинском районе Кызылординской области Казахстана. Входит в состав Майлыбасского сельского округа. Код КАТО — 434449680.

## Население
В 1999 году население разъезда составляло 13 человек (7 мужчин и 6 женщин). По данным переписи 2009 года, в разъезде проживали 53 человека (28 мужчин и 25 женщин).